# Bromma kyrka, Skåne
Bromma kyrka är en kyrkobyggnad i Bromma några kilometer norr om Ystad. Den tillhör Ystad-Sövestads församling i Lunds stift.
Kyrkan har ca 200 sittplatser och är öppen när vaktmästare finns där.

## Kyrkobyggnaden
Kyrkan i sten uppfördes under senare delen av 1100-talet. Under 1400-talet tillkom kyrktornet och valven slogs. Ombyggnader på 1800-talet har helt förändrat den medeltida kyrkan. 1852 tillkom korsarmar och ett halvrunt kor.
Kyrkan restaurerades när man fann bevarade väggmålningar från medeltiden under målarfärgen.

## Inventarier
- Altartavlan är målad av B. Spranger (1564-1627) och visar "Kvinnan vid Sykars brunn".
- Kyrkan har bevarat två skulpturer från medeltiden.
- I golvet finns flera vackert skurna gravvårdar från äldre tid.

### Orgel
- 1855 byggde Johan Lambert Larsson, Ystad en orgel med 50 stämmor.
- Den nuvarande orgeln byggdes 1951 av A. Magnussons Orgelbyggeri AB, Göteborg och är en pneumatisk orgel. Orgeln har fira och fasta kombinationer och registersvällare.

| Huvudverk I   | Svällverk II      | Pedal      | Koppel |
| Principal 8´  | Rörflöjt 8´       | Subbas 16´ | I/P    |
| Gedackt 8'    | Gemshorn 4'       | Borduna 8' | II/P   |
| Oktava 4'     | Nasard 2 2/3'     |            | II/I   |
| Täckflöjt 4'  | Kvintadena 2'     |            | I 4'/P |
| Mixtur 3 chor | Sivflöjt 1'       |            |        |
|               | Tremulant         |            |        |
|               | Crescendosvällare |            |        |

## Galleri

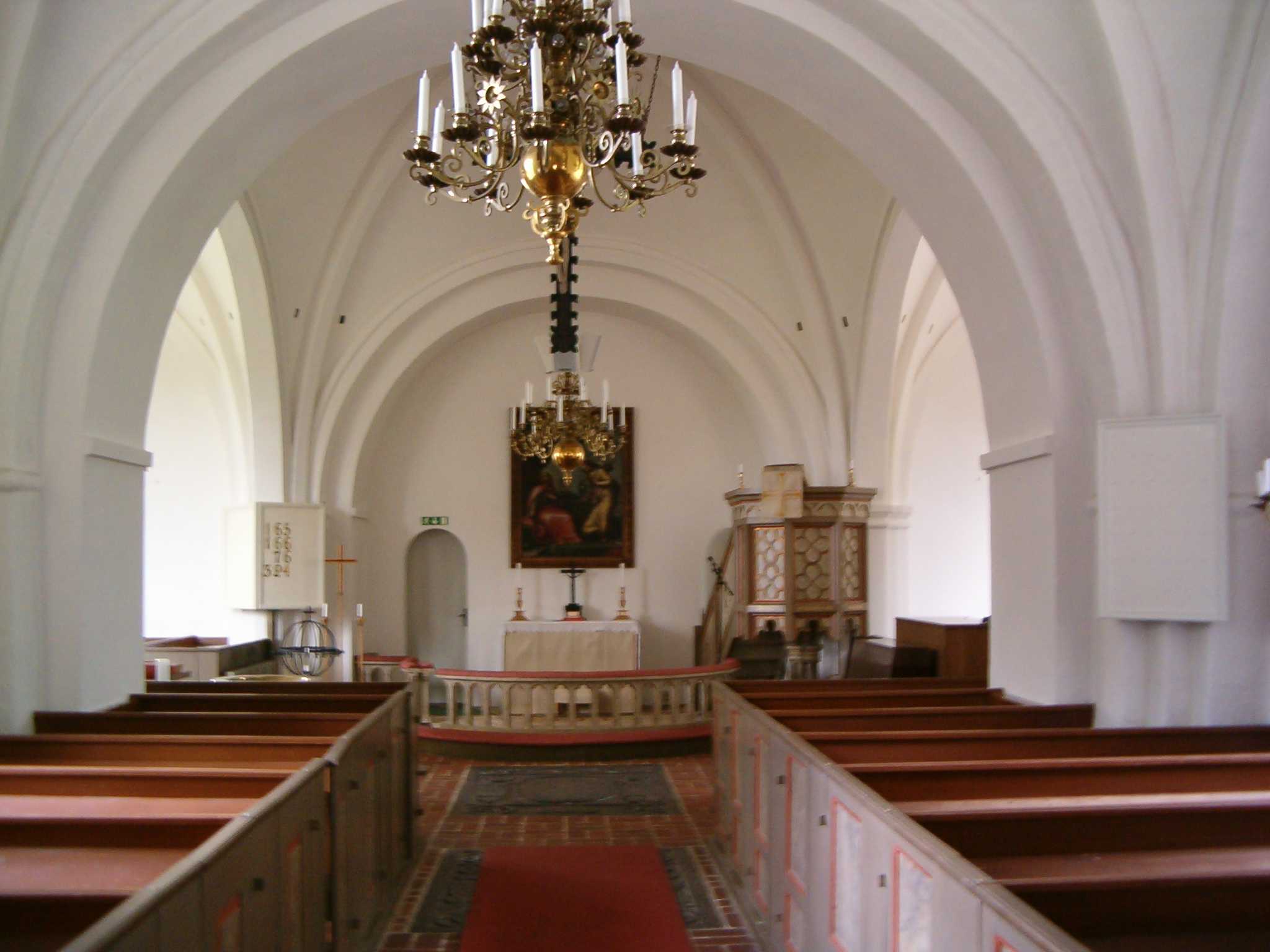
Interiör
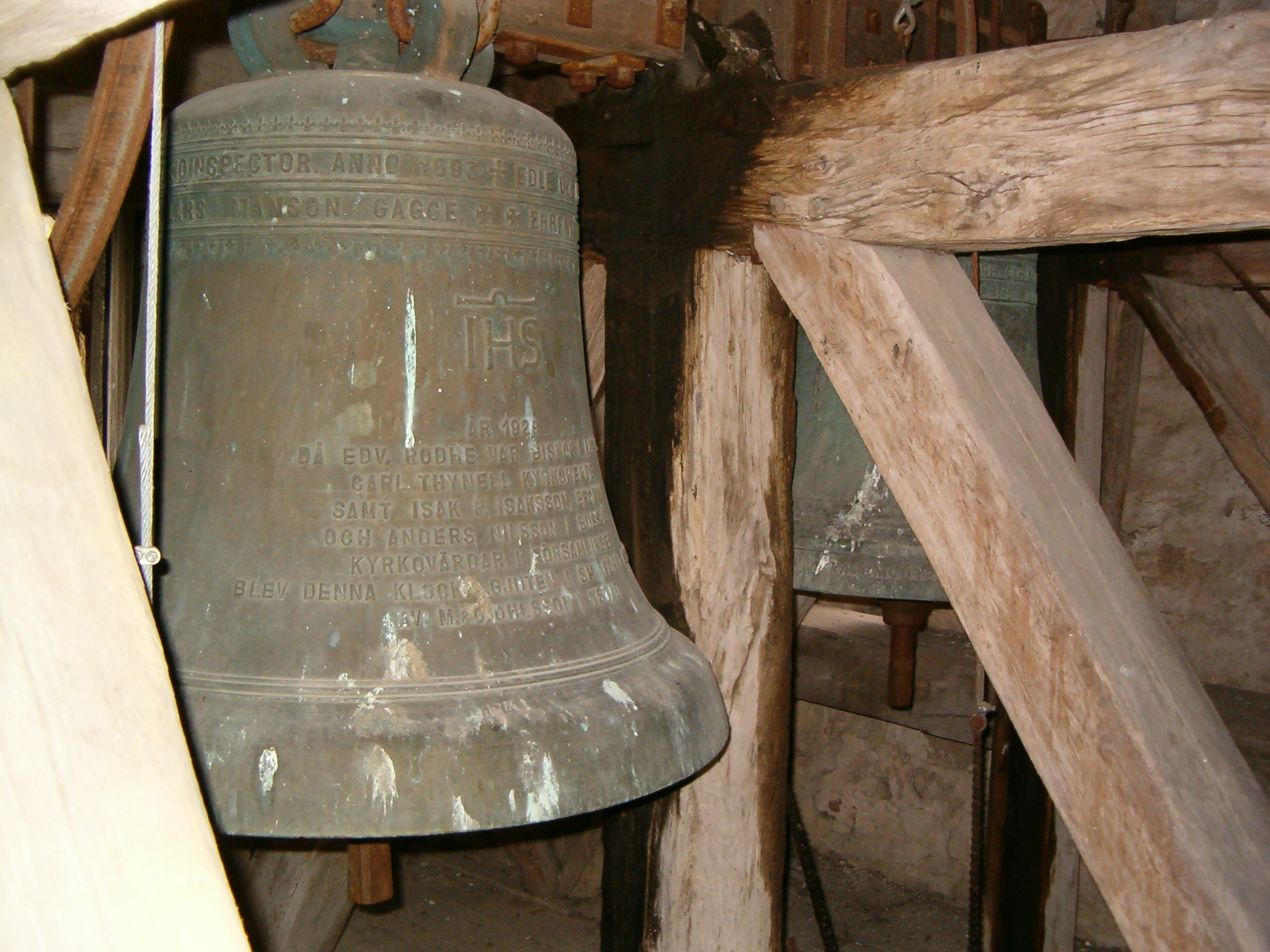
Kyrkklockor
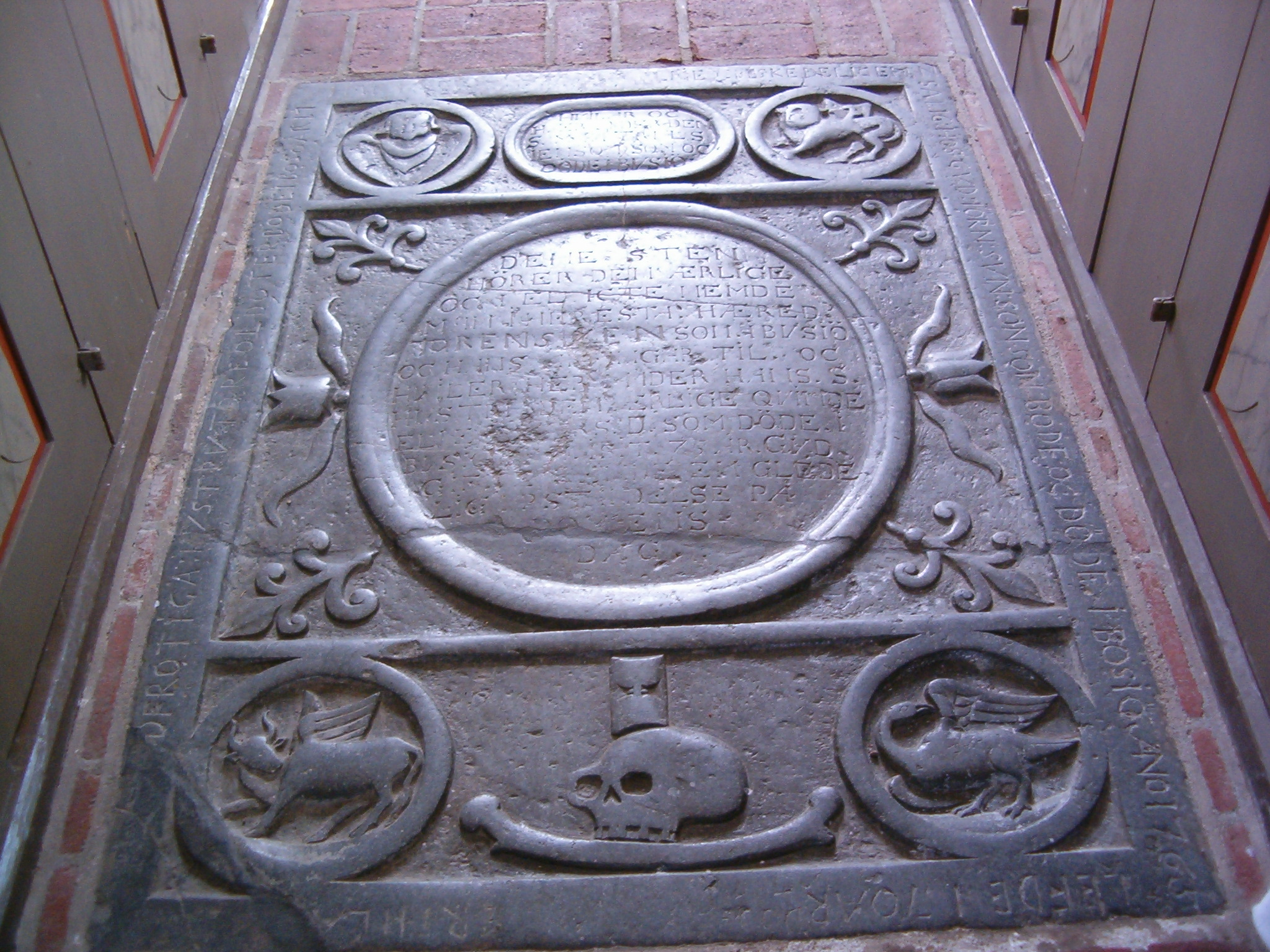
Gravvård